# Frank Lloyd
Frank Lloyd (2. februar 1886 – 10. august 1960) var en skotsk filminstruktør, manuskriptforfatter og filmproducer. Lloyd var blandt grundlæggerne af Academy of Motion Pictures and Science, og dets præsident mellem 1934 og 1935. 
Frank Lloyd var Skotlands første oscarvinder, og er unik i filmhistorien fordi han modtog 3 oscarnomineringer for 3 forskellige film ved samme uddeling. 
i 1960 fik han en stjerne på Hollywood Walk of Fame.

## Priser og Nomineringer
Oscar:
- Bedste instruktør (The Divine Lady 1930, vinder)
- Bedste instruktør (Weary River 1930, nomineret)
- Bedste Instruktør (Drag 1930, nomineret)
- Bedste instruktør (Cavalcade 1934, vinder)
- Bedste instruktør (Mytteriet på Bounty 1936, nomineret)